# Junge Karriere
Junge Karriere war ein monatliches Magazin der Verlagsgruppe Handelsblatt für den Karrierestart mit einer Verbreitung von rund 145.000 Exemplaren (IVW II/2009). Es erschien am 23. Dezember 2009 zum letzten Mal. Unter dem Namen Handelsblatt Karriere wird das Magazin für Einsteiger und Aufsteiger heute zweimal jährlich als Beileger zum Handelsblatt publiziert. Neben diesem Printprodukt lebt das Magazin als Online-Plattform karriere.de weiter.
Chefredakteurin war zunächst Annette Eicker (2001 bis 2003), die als Gründungschefredakteurin gilt. 2003 löste Jörn Hüsgen sie als neuer Chefredakteur ab (2003 bis 2007).
In dieser Zeit wuchs die Auflage des Magazins auf rund 150.000 Exemplare, die es bis zum Schluss hielt. Hüsgen startete eine Reihe von Initiativen wie Fair Company, den Wettbewerb „Karriere des Jahres“ und das „Karriere-Hochschulranking“. Auch fiel der Launch mehrerer Ableger wie „Karriere Abi“, „Fair Company Guide“ und „Bewerber-Guide“ in diese Zeit, die weiterhin jährlich erscheinen.
2007/2008 wurde im Zuge eines Restrukturierungsprogramms der Verlagsgruppe Handelsblatt die eigenständige Redaktion aufgelöst. Seither produzierte ein Ressort des Handelsblatt das Heft sowie zusätzlich die Beilage „Perspektiven“. Geschäftsführender Redakteur war seit 2007 Sven Scheffler, der das Magazin überarbeitete und die Wochenbeilage „Perspektiven“ redaktionell entwickelt hatte. Im Sommer 2008 wechselte er innerhalb der Redaktion als Chefredakteur zu Handelsblatt.com. Seine Nachfolgerin wurde Tanja Kewes.
Der Titel ist mehrfach umbenannt worden: Von der Gründung bis zum Januar 2005 firmierte er als Junge Karriere, dann bis April 2007 als Karriere – Das junge Job- und Wirtschaftsmagazin und anschließend als Handelsblatt Junge Karriere.
Chefredakteurin von karriere.de ist seit 2011 Anne Koschik. Das Ratgeber- und Orientierungsportal führt Karrierethemen heute mit Angeboten zur Jobsuche und zum Bewerbermarkt zusammen.

## Redaktionssitz
Die Publikation wurde bis 2007 von einer eigenständigen Redaktion unter Chefredakteur Jörn Hüsgen im Stammhaus der Verlagsgruppe Handelsblatt am Standort Düsseldorf produziert. Nach seinem Weggang wurde das Heft von einem Ressort des Handelsblatts für eine Übergangszeit bis zur endgültigen Einstellung des Monatstitels als Beilage erstellt. Über die Verlagsgruppe Handelsblatt gehörte Junge Karriere zur Verlagsgruppe Georg von Holtzbrinck. Die Redaktion von karriere.de, einem Angebot der Handelsblatt GmbH, hat ihren Sitz in Köln.

## Inhalte
Junge Karriere richtete sich an Studenten, Absolventen und Berufseinsteiger. Das Magazin wollte Orientierung bei Studium, Bewerbung und erstem Job geben. Daneben stellte das Magazin Unternehmen als Arbeitgeber vor, nannte Branchentrends und Gehälter und informierte in einem eigenen Hochschul-Ranking über Studienmöglichkeiten. Diese Themen werden seit 2011 auf der Internetseite von karriere.de angeboten und durch weitere Dienste ergänzt: Bewerbungs- und Karrieretipps, eine Praktikumsbörse, eine Initiativbewerbungsplattform sowie ein Stellenmarkt.
Das Magazin gliederte sich in die Ressorts „arbeiten“, „studieren“, „spezial“. Das Onlineportal deckt die Ressorts Studium, Praktikum und Berufseinstieg, Karriere, Gehalt und Stellenmarkt ab. Grundsätzlich wird vom Leser kein wirtschaftliches Fachwissen erwartet.

## Sonderpublikationen
Zur Produktfamilie gehört außerdem Handelsblatt Karriere abi, ein Heft für Schüler in der Qualifikationsphase, das einmal jährlich in einer Auflage von 160.000 Exemplaren an weiterführenden Schulen verteilt und auch auf elektronischem Weg kostenlos auf karriere.de als Flippage bereitgestellt wird.
Einmal jährlich erscheint der Handelsblatt Karriere Bewerberguide als Beileger zur Wirtschaftszeitung und wird zusätzlich auf Recruiting Events sowie Messen verteilt.
Der Handelsblatt Fair Company Guide erscheint einmal jährlich mit News zu Praktikums- und Berufseinstiegsthemen sowie einer Auflistung wichtiger Teilnehmer der Fair-Company-Initiative, deren Regeln im Heft erklärt werden. Der Guide dient der Information und Orientierung und liegt dem Handelsblatt bei. Er wird darüber hinaus auf Messen und Recruiting Events präsentiert.
Einmal jährlich erschien in Zusammenarbeit mit der Corporate Research Foundation und dem Gefa-Institut das Buch „Top Arbeitgeber in Deutschland“.

## Rankings
Uni-Ranking: Einmal im Jahr gab Junge Karriere sein Hochschulranking heraus. Es ermittelte für unterschiedliche Fachrichtungen, welche Hochschule seine Studenten am besten für den Job vorbereitet. Befragt wurden nach eigener Angabe über 51.000 Studenten und Absolventen sowie 1000 Personalverantwortliche großer Unternehmen.
Beliebteste Arbeitgeber: Junge Karriere publizierte jährlich die Ergebnisse einer Imagestudie des Recruitingdienstleisters Access, in der die beliebtesten Arbeitgeber ermittelt wurden, immer im Wechsel die der Studenten und der jungen Berufstätigen.

## Wettbewerbe
Karriere des Jahres
Junge Karriere richtete seit 2003 jährlich einen Manager-Nachwuchspreis in Deutschland aus. Preise wurden vergeben in den Kategorien: Karriere des Jahres (Hauptpreis), Karriere des Jahres im Mittelstand und Junge Karriere des Jahres. Für die Preise konnten Kandidaten nur von einem Mentor (Personalabteilung, Unternehmer etc.) vorgeschlagen werden. Während der Hauptpreis und der Mittelstandspreis eine Altersbeschränkung der Kandidaten von 40 Jahren vorsah, lag die Altersgrenze beim Sonderpreis „Junge Karriere des Jahres“ bei 30 Jahren.
Preisträger des Karriere des Jahres (Hauptpreis):
- 2003: Jürgen Thiel (Managing Director Intel)
- 2004: Susanne Schaffert (Geschäftsbereichsleiterin Novartis)
- 2005: Clas Neumann (Senior Vice President SAP)
- 2006: Thorsten Schmidt (Vorstand Gildemeister AG)
- 2007: Caren Genthner (Deutschland-Chefin der EBay-Tochter Shopping.com)
- 2008: Tobias Jerschke (Kühne + Nagel)[2]
- 2009: Carla Kriwet (The Linde Group)[3]

Preisträger Karriere des Jahres im Mittelstand:
- 2003: Michael Kübel (Geschäftsführer tecbytel GmbH)
- 2004: Didem Steinbauer-Zeytin (Associate Partner ESPRiT Consulting AG)
- 2005: Karoline Beck (Geschäftsführerin IWG Isolier Wendt)
- 2006: Andera Gadeib (Geschäftsführerin dialego AG)
- 2007: Jürgen Cappell (Finanzchef Westeuropa Pfleiderer)
- 2008: Dagmar Fritz-Kramer (Baufritz)[2]
- 2009: Amir Roughani (Vispiron)[3]

Preisträger Junge Karriere des Jahres:
- 2005: Michael Krause (Kaufmännischer Leiter Siemens Transformatoren Siemens AG)
- 2006: Ulrike Spang (IKEA-Filialleiterin IKEA)
- 2007: Nikolas Stegelmann (Länderchef adidas Ukraine adidas AG)
- 2008: Lisa Kiene (Haribo)[2]
- 2009: Doreen Welz (Danone)[3]

Design am Rhein
Zusammen mit der Igedo verlieh Junge Karriere den Mode-Nachwuchspreis auf der Herbst-CPD in Düsseldorf.
Junge Karriere-RSM-MBA-Stipendium
In Kooperation mit der Rotterdam School of Management (RSM) schrieb Junge Karriere seit 1999 jährlich einen Wettbewerb um ein Vollstipendium aus, das es ermöglichte, an der RSM, einer der führenden Business Schools in Europa, einen MBA zu absolvieren.
Preisträger:
- 1999: Iris Springer[4]
- 2000: Gero Lueben[4]
- 2001: Annegret Cox[4]
- 2002: Katrin Lorenz Wiegand[4][5]
- 2003: Martin Volker Gerhardt[4][5]
- 2004: Carsten Wierwille[5]
- 2005: Matthias Rucker[6]
- 2006:
- 2007:
- 2008: Zahir Dehnadi[7]
- 2009: Mari Enzensberger[8]
- 2010: Jan Illerhues[9]